# I Want to Tell You
I Want to Tell You is het derde lied van de hand van George Harrison op het Beatles-album Revolver uit 1966. Volgens Harrison gaat het lied over een "stortvloed van gedachten die zo moeilijk onder woorden is te brengen".
The Beatles namen I Want to Tell You gedurende twee dagen op in de Abbey Road Studios in Londen. Op 2 juni 1966 werd begonnen aan de opnamen van het nummer. Tijdens de sessies voor Revolver had George Harrison moeite met het bedenken van titels voor zijn nummers. Volgens Beatles biograaf Mark Lewisohn ontstond de eerste werktitel voor I Want to Tell You, "I Don't Know", naar aanleiding van de volgende conversatie: 

Martin: What are you going to call it, George?
Harrison: I don't know.
Lennon: Granny Smith Part Friggin' Two! You've never had a title for any of your songs!

 De opmerking van Lennon over "Granny Smith" verwijst naar de werktitel van het eveneens van Revolver afkomstige Love You To. Vervolgens werd de werktitel van I Want to Tell You, na een suggestie van geluidstechnicus Geoff Emerick veranderd in "Laxton's Superb", eveneens een appelras.
Op 2 juni namen The Beatles vijf takes van de achtergrondopnamespoor voor het lied op. Deze bestond uit piano, gitaren en drums. De derde take was de beste take en hieraan werden enkele overdubs toegevoegd: zang van Harrison, achtergrondzang door John Lennon en Paul McCartney, tamboerijn, maraca's, handgeklap en een extra pianopartij. Op 3 juni werd aan de opname van I Want to Tell You nog een basgitaarpartij toegevoegd door McCartney.

## Credits
- George Harrison - zang, gitaar, handgeklap
- Paul McCartney - achtergrondzang, basgitaar, piano, handgeklap
- John Lennon - achtergrondzang, tamboerijn, handgeklap
- Ringo Starr - drums, maraca's, handgeklap